# XFP
XFP – standard transceivera opublikowany przez MSA (Multi Source Agreement) 27 marca 2002 roku, przeznaczony do szybkich sieci komputerowych i telekomunikacyjnych opartych na łączach światłowodowych. Moduły XFP działają z interfejsem XFI, posiadają funkcję hot pluggingu, mają też cyfrowy panel diagnostyczny, za pomocą którego użytkownik może zarządzać urządzeniem. 
Znajdują zastosowanie między innymi w sieci 10 Gigabit Ethernet (10GBASE), światłowodach o prędkości 10 Gbit/s oraz w sieci SONET (synchroniczna sieć optyczna). Mogą funkcjonować na pojedynczej długości fali lub używać techniki WDM (zwielokrotnienia długości fali).
Wymiary obudowy transceivera XFP wynoszą 8,5 mm x 18,35 mm x 78 mm. Rozmiar ten jest mniejszy od transceiverów XENPAK, ale większy od SFP. Dzięki zastosowaniu takich wymiarów możliwe jest dołączenie radiatora i tym samym poprawienie chłodzenia.
Moduły XFP dzieli się na następujące kategorie:
- XFP SR – długość fali 850 nm, dystans maksymalny 300 m,
- XFP LR – długość fali 1310 nm, dystans maksymalny 10 km,
- XFP ER – długość fali 1550 nm, dystans maksymalny 40 km,
- XFP ZR – długość fali 1550 nm, dystans maksymalny 80 km.